# Браћа Коен
Џоел Коен (енгл. Joel Coen) и Итан Коен (енгл. Ethan Coen), познати као браћа Коен (енгл. Coen brothers), амерички су синеасти. У периоду од преко двадесет година, у пару су написали и режирали бројне успјешне филмове, у распону од ексцентричних комедија („О, брате, гдје си?”, „Аризона јуниор”, „Велики скок”) преко психолошких трилера („Милерово раскршће”, „Крваво просто”, „Човјек који није био ту”, „Нема земље за старце”), до филмова гдје се жанрови мијешају („Фарго”, „Велики Лебовски”, „Бартон Финк” и „Спалити након читања”). Браћа пишу сценарије, режирају и продуцирају филмове заједно, иако су донедавно Џоелу приписиване заслуге за режију, а Итану за продукцију. Када раде монтажу, обично користе псеудоним Родерик Џејнс. У свијету филма су познати као „двоглави режисер”, будући да имају сличне идеје у својим филмовима. Наводно, глумац може прићи било ком брату са било којим питањем и од обојице добити исти одговор.

## Биографије
Џоел Коен (рођен 29. новембра 1954) и Итан Коен (рођен 21. септембра 1957) одрасли су у Сент Луис Парку, Минесота, у предграђу Минеаполиса. Браћа Коен доказују да су двије глЈевреји, били су професори. Отац је био професор економије на Универзитету Минесота, а мајка историчар умјетности на универзитету у Сент Клоду.
Кад су били дјеца, Џоел је штедио новац који је зарађивао кошењем травњака да би купио камеру „Вивитар супер 8”. Заједно са дјечаком из сусједства, Марком Зимерингом, браћа су правила обраде филмове које би видјели на телевизији. Њихов први покушај се звао „Henry Kissinger, Man on the Go”.
Браћа су дипломирала у гимназији „Сент Луис Парк” 1973. и 1976. Такође су завршили Сајмонс Рок колеџ, четворогодишњу либералну школу у Биг Барингтону, у Масачусетсу. Џоел је затим студирао четири године на универзитету у Њујорку, гдје је направио 30-минутни филм „Soundings”. Филм приказује сцену секса жене са својим глувим момком, док наглас фантазира о сексу са његовим најбољим пријатељем који то слуша у сусједној соби. Итан је отишао на универзитет Принстон, гдје је дипломирао филозофију. Његов рад је био есеј на 41 страници „Два виђења касније Витгенштајнове филозофије”.

#### Приватни живот
Џоел је ожењен глумицом Франсес Макдорманд од 1984. Усвојили су сина Педра Макдорманда Коена (енгл. Pedro McDormand Coen), поријеклом из Парагваја (Франсес је такође била усвојена). Макдормандова је играла у шест филмова браће Коен, укључујући и мању улогу у „Милеровом раскршћу”, споредну улогу у „Аризона јуниору”, главну улогу у „Крваво просто” и „Човјек који није био ту”, а добила је Оскара за улогу у филму „Фарго”. Има и улогу у „Спалити након читања”.
Итан је ожењен филмском монтажерком Тришом Кук (енгл. Tricia Cooke).
Оба брачна пара живе у Њујорку.

## Каријере

#### 1980-е
Након дипломе у Њујорку, Џоел је радио као продуцент асистент на разним индустријским филмовима и музичким видео-спотовима. Почео се бавити и монтажом и упознао Сема Рејмија, који је тражио помоћника монтажера за свој први дугометражни филм, „Смрт зла” (1981).
Браћа су 1984. написала и режирала „Крваво просто”, свој први заједнички филм. Смјештен у Тексасу, филм говори о сналажљивом, љигавом власнику бара који унајмљује приватног детектива да му убије жену и њеног љубавника. У овом филму видљиви су многи елементи који ће браћа користити у својим сљедећим радовима: њихове властите скривене референце на друге филмске жанрове (у овом случају црно-бијели филм и хорор) и интелигентни заплет унутар једноставне приче; њихов мрачно инвентивни и помакнути смисао за хумор, те мајсторско стварање атмосфере. У филму је наступила Франсес Макдорманд која ће се појавити у многим њиховим филмовима (и удати се за Џоела). Филм је по изласку зарадио похвале, посебно међу „лијево оријентисаним” гледаоцима, те освојио награде за Џоелову режију на фестивалу у Санденсу те награду „Independent Spirit”.
Сљедећи пројект браће Коен који је требало да се нађе у биоскопима био је филм Сама Рејмија из 1987, Талас криминала. Сценарио су написали браћа и Рејми, с којим је Џоел сарађивао на „Смрти зла”.
Сљедећи филм који су браћа написала и режирала био је „Аризона јуниор” из 1987. Била је то прича о необичном брачном пару, бившег затвореника Хаја (Николас Кејџ) и бивше полицајке Ед (Холи Хантер) који желе дијете, али га не могу добити природним путем. Срећа им се насмијеши након што се локални тајкун појави на телевизији са својим новорођеним петоркама, за које се шали да их „има превише за два пара руку”. Видјевши то као „знак” и прилику да врате природну равнотежу, Хи и Ед украду једну од беба и почну је одгајати као своју. „Аризона јуниор” је због своје невиности и урнебесности био приступачнији масовном тржишту јер је олакшавао развој приче у оквирима црног хумора.

#### 1990-е
„Милерово раскршће” је објављено 1990, а многи су га доживјели као омаж жанру гангстерских филмова. Са Албертом Финијем, Габријелом Берном и њиховим будућим сталним сарадником Џоном Туртуром у главним улогама, филм је смјештен у еру прохибиције 1930-их година, те говори о непријатељству међу гангстерским бандама. Филм је био хваљен због дијалога и дубоке карактеризације ликова, док је у исто вријеме био обиљежен заштитним знаковима браће Коен, црним хумором и разним преокретима.
Углед Коенових наизглед је растао са сваким сљедећим филмом, али њихов сљедећи филм био је велики корак напријед. Визуелно задивљујући „Бартон Финк” (1991) је, смјештен у 1941, говорио о њујоршком драматургу који се сели у Лос Анђелес како би написао сценарио за Б-филм. Смјешта се у хотелски апартман како би започео писање, али га погађа недостатак инспирације. Зато се спријатељи с пријатним човјеком из сусједне собе (Џон Гудман), заједно са неколико сарадника из филмске индустрије. Инспирација долази из најчуднијих мјеста, а сам хотел је необичан и магнет за бизарности. Филм је постигао велики критички успјех, те био номинован за три Оскара. Осим тога, освојио је три главне награде на Филмском фестивалу у Кану, укључујући Златну палму. „Бартон Финк” је био први филм Коенових на којем је радио сниматељ Роџер Дикинс, кључна фигура међу њиховим сарадницима у наредних 15 година.
Године, 1994, пошто су прикупили довољна средства, браћа су могла снимити свој први високобуџетни филм „Велики скок” (на чијем су сценарију радили са Семом Рејмијем). Прича се врти око човјека који је постављен за шефа велике корпорације како би је уништио (како би је управа купила за ситниш); међутим, он осмишља тактику и преко ноћи постаје успјешан и славан. Критике су по први пут биле доста млаке, док је Роџер Дикинс зарадио саме похвале за фотографију. Већина критичара је писала да филм не говори ништа ново због константних референци и одавања почасти класичним филмовима 1930-их и 1940-их година. Многи су били разочарани првим покушајем Коенових на високом нивоу. Осим тога, филм се показао као велики комерцијални промашај будући да је зарадио само три милиона долара са буџетом од 25 милиона.
Након комерцијалног промашаја са „Великим скоком”, браћа су се окренула познатијим темама и 1996. снимили трилер „Фарго”. Смјештен у њиховој родној држави Минесоти, филм говори о Џерију Ландергарду (Вилијам Х. Мејси), човјеку који има проблема с новцем и који ради у ауто-салону свога таста. Џери има жељу да се домогне новца како би се пробио у свијету; зато смишља план о отмици властите жене како би њен богати отац платио откупнину коју би он подијелио с отмичарима. Али, план му се изјалови након што се открије да отмичари имају другачије намјере, након што локална полицајка Марџ Гандерсон (Франсес Макдорманд) започне истрагу. Филм је постигао велики критички и комерцијални успјех, а посебно су хваљени били дијалози и Макдормандина глума. Филм је освојио неколико награда, укључујући БАФТА-у и награду у Кану за режију, те два Оскара, један за најбољи оригинални сценарио, а други за најбољу глумицу, за Макдормандову.
Сљедећи њихов филм, „Велики Лебовски”, темељио се на успјеху свог претходника, а објављен је 1998. Била је то прича о Дуду (Џеф Бриџиз), пропалици из Лос Анђелеса ког замјењују за милионера и који се заједно са своја два пријатеља са куглања (Стив Бусеми и Џон Гудман) нађе усред лажне отмице. Иако критике у вријеме објављивања нису биле најбоље, филм се данас сматра култним филмом и класиком.

#### 2000-е
Подстакнут успјехом Фарга и Великог Лебовског, сљедећи филм браће Коен „О, брате, гдје си?” (2000) био је још један умјетнички успјех. Наслов је позајмљен од филма из 1941. режисера Престона Стерџеса под називом „Саливанова путовања”, чији главни лик, такође редитељ, Џон Саливан, планира да тако назове свој филм. Дјелимично заснована на Хомеровој Одисеји, прича је смјештена у држави Мисисипи у 1930им годинама и прати тројицу осуђеника у бијегу с робије који се покушавају вратити кући како би се домогли плијена из пљачке банке који је закопао њихов вођа. Филм су обиљежиле комичарске вјештине Џорџа Клунија, који се појавио у улози чудака Улизеса Еверта Макгила. Неконвенционални хумор, као и задивљујућа фотографија, обезбиједили су да филм постане умјетнички и комерцијални хит. Музика из филма постала је популарнија од самог филма. Организован је концерт на којем је снимљен DVD (Down from the Mountain), а порасло је занимање за америчку народну музику.
Браћа Коен су 2001. године промијенила темпо са још једним трилером, „Човјек који није био ту”. Смјештен у касне 1940е, у Калифорнији, филм говори о резигнираном бријачу и страственом пушачу (Били Боб Торнтон) који, у покушају да намакне нешто новца, почиње уцјењивати жениног шефа, који јој је био љубавник. Необично за савремене филмове, филм је у цјелини приказан, иако не снимљен, у црно-бијелој техници. Обрти у филму и црни хумор били су типични за филмове Коенових, иако су спори заплет и црно-бијела техника значили да је филм намијењен ужем кругу гледалаца.
„Разведи ме, заведи ме” је вјероватно најкомерцијалнији филм браће Коен, објављен 2003, а у главним улогама су наступили Џорџ Клуни и Кетрин Зита-Џоунс. Филм је био враћање на романтичне комедије 1940-их са причом о Мајлсу Масију, познатом адвокату за разводе, и прелијепој жени која се разводи, коју је Маси спријечио да добије новац од развода. Она му се одлучује осветити, док се он у исто вријеме заљубљује у њу. Филм је подијелио критику: док су неки хвалили елементе романтичне урнебесне комедије, други су се питали зашто су Коенови уопште снимили такав филм. Било како било, општи је осјећај био да филм није задовољио у потпуности те да је остварио осредњи комерцијални успјех.
Браћа Коен 2004. су објавили „Гангстерска петорка”, римејк истоименог класика из 1955. Прича говори о професору (Том Хенкс) који окупља екипу како би опљачкао казино. Унајмљују собу у кући старије жене како би извршили препад. Након што старица открије њихов план, банда је одлучује убити како би осигурали тајност. Али, то је лакше рећи него учинити. Коенови су за овај филм добили далеко најслабије критике у каријери; већина критичара је замјерила то што су искључиво преправили стари класик без додавања властитог печата.
Посљедњи филм браће Коен, „Нема земље за старце”, објављен је у новембру 2007. Заснован на роману Кормека Макартија из 2005, филм говори о човјеку званом Лијулин (Џош Бролин) са границе Тексаса и Мексика, који проналази два милиона долара којима је требало да буде плаћена дрога, те га одлучује задржати. Затим се даје у бијег како би избјегао оне који траже новац, укључујући окрутног убицу (Хавијер Бардем) који замјењује Лијулина и локалног шерифа (Томи Ли Џонс). Прича је повратак мрачним темама које су послужиле као предложак за неке од најбољих филмова Коенових, али и изузетак од ранијих радова, будући да се у филму не појављују неки њихови стални глумци (осим Стифена Рута), мање је духовитих елемената, а употреба музике је сведена на минимум. Филм је освојио четири Оскара, укључујући најбољи филм, најбољег редитеља и најбоље адаптиран сценарио, који су сви отишли Коеновима, као и награду за најбољег споредног глумца за Бардема. (Браћа су била номинована и за монтажу, али нису добили награду). Било је то по први пут након 1961. (Џером Робинс и Роберт Вајс за „Причу са западне стране”) да су два редитеља освојила признање за најбољег редитеља у исто вријеме.
Године 2009. режирали су телевизијски шоу под називом „Air Freshner”.

## Стилска средства
Филмови браће Коен комбинују „суви” хумор с оштром иронијом и шокантним призорима, најчешће низањем кадрова. Коенови не воле да изоставе уводну шпицу на самом почетку филма. Они су међу ријетким редитељима који су показали занимање за урнебесне комедије 19030-их и 1940-их, те су неке елементе из тих филмова укључили у властите радове, од цијелих филмова, попут „Велики скок” и „Разведи ме, заведи ме”, до појединих ликова, попут клона распричаног Стива Бушемија у „Милеровом раскршћу”. Њихов стил карактерише и ствара свијет у којем се чак и ликови с малим говорним дионицама сматрају важним.

#### Дијалог
Добитници Оскара за најбољи оригинални (Фарго) и адаптирани сценарио (Нема земље за старце), браћа Коен позната су по дијалозима у својим филмовима. Понекад оскудни („Човјек који није био ту”, „Фарго”, „Нема земље за старце”), понекад необично брбљиви („Велики Лебовски”, „Аризона јуниор”), њихови сценарији обично комбинују кратке досјетке, преувеличавања и упадљиву иронију. Осим „Фарга”, још неколико њихових сценарија је било номиновано за награде („Човјек који није био ту”, „О, брате, гдје си?”...).

#### Неспоразум
По стилу и садржају, филмови браће Коен пуно дугују криминалистичком жанру. Иако ријетко признају утицаје, оба редитеља наводе утицај „класик ноар” романописаца на њихове мрачније филмове. „Милерово раскршће” је засновано на дјелима Дешила Хемета, „The Big Lebowski” на романима Рејмонда Чендлера, а „Човјек који није био ту” на дјелима Џејмса М. Кејна — ова три филма чине њихову „ноар трилогију”.
Филмови често укључују контраст у освјетљавању и типичну тему људи који кују неке планове. Њихови филмови често се баве отмицама. Готово универзално је средство неспоразума: неспоразум око тога ко је убио Рага Данијелса у „Милеровом раскршћу”; неспоразум око Норвиловог нацрта који ће послије донијети проблеме у „Велики скок”; „Велики Лебовски” почиње са умрљаним сагом до чега је дошло након замјене идентитета; у филму „Крваво просто”, неспоразум је покретач радње. Филм „Човјек који није био ту” омаж је филм ноар, а радња подсјећа на филм „Поштар увијек звони двапут”. Филм је у црно-бијелој техници, а многи критичари хвалили су га због фотографије, те јасне карактеризације ликова, иако су многи критичари приговорили због наглог преокрета при крају филма.

#### Прикази Америке
Бројни аспекти који карактеришу град, државу или регију Америке су саставни дио у филмовима браће Коен. У „Аризона јуниору” се приказује крајолик Аризоне, а неки ликови су претенциозни стереотипи неких предрасуда о људима из Аризоне. Слично томе, у „Фаргу” крајолик и стереотипни нагласци Сјеверне Дакоте и Минесоте су саставне компоненте филма. „Велики Лебовски” је филм смјештен у Лос Анђелесу, а Дјуд и други ликови су типични примјери разнолике градске популације. „О, брате, гдје си?” је наглашено јужњачки. Сниман је у руралном Мисисипију, а већина ликова говори јужњачким нагласцима; музика се састоји од „блугрес” пјесама. „Бартон Финк” је с једне стране сатира још једног дијела Лос Анђелеса, Холивуда, као што је „Велики скок” Њујорка. „Нема земље за старце” такође је опис забаченог пустињског краја, живота и ликова на граници Тексаса и Мексика у округу Терел.
Осим тога, Коенови често смјештају своје филмове у раздобља америчких криза: „Милерово раскршће” одвија се током прохибиције, „Бартон Финк” у вријеме напада на Перл Харбор, „Велики Лебовски” током Заливског рата 1991, а „О, брате, гдје си?” током Велике депресије. У филму „Човјек који није био ту” једна од важнијих тачака у причи је она у којој се спомиње Други свјетски рат, а у „Аризона јуниору” Хи се за свој рецидивизам оправдава Регановим предсједништвом. „Велики скок” је смјештен на прелазу из 1958. у 1959, у период у којем је лансиран „Спутњик” и у којем је Хладни рат био на једном од својих врхунаца.

#### Новац
У многим њиховим филмовима главни мотив је новац. У „Фаргу”, новац је био разлог зашто су сви догађаји у цијелом филму и започели. У „Великом Лебовском” новцем се плаћа, или се он краде или нестаје, што је узрок многих невоља и комичних ситуација за ликове. У филму „О, брате, гдје си?” тројица затвореника у бијегу покушавају наћи скривено благо. У филму „Човјек који није био ту”, главни јунак уцјењује шефа своје жене како би се домогао новца. „Гангстерска петорка” говори о ексцентричном јужњачком професору и његовој банди који глуме бенд како би опљачкали коцкарницу. Прича се у „Нема земље за старце” врти око ловца који бјежи са два милиона долара од посла са дрогом, док власник унајмљује плаћеног убицу како би га вратио.

#### Насиље
Већина филмова браће Коен су доста насилни. У сваком њиховом филму постоји бар једна смрт, а у многим случајевима, више случајева смрти, као у филму „Нема земље за старце”, у којем практично сваки лик умире. У „Велики скок” радња се почиње одвијати након самоубиства Воринга Хадсакера, а у „Гангстерској петорци” сви главни ликови гину у покушају да се ријеше старице. У неким њиховим крвавијим филмовима, нпр. „Фаргу”, већина главних јунака бива убијена или нападнута, што се може видјети на екрану; у једној од најкрвавијих сцена у филму, тијело мушкарца завршава у уситњавачу за дрво.
Већина насиља у њиховим филмовима спада у категорију црног хумора. Један од познатијих изузетака је „Нема земље за старце”, у којем је већина насиља приказана у чистим, окрутним околностима с готово нимало црнохуморног ефекта, како би се вјерно приказала огољено испричана оригинална прича Кормака Макартија. Коенови користе насиље како би наставили радњу: на примјер, у „Фаргу” напад Шепа Праудфута на Карла Сковалтерса натјера Карла да назове Џерија да донесе новац.

#### Незаустављиво зло
Неколико филмова браће Коен обухвата лик који отјелотворује архетип „незаустављивог зла”. У многим случајевима се открива како су ови ликови нехумани или посједују демонске карактеристике. На примјер, шериф Кули у филму „О, брате, гдје си?” одговара опису ђавола којег описује један од ликова. Осим тога, након што му кажу да би било илегално објесити помиловане бјегунце, он подругљиво одврати да је „закон људска институција”. Еди Дејн, убица из „Милеровог раскршћа”, Гир Гримсруд у „Фаргу”, Леонард Смалс у „Аризона јуниору” и Чарли Мидоуз у „Бартону Финку” такође одговарају опису тог архетипа. У филму „Нема земље за старце”, Антон Чигур персонификује насиље и смрт у свијету у којем шериф Бел покушава пронаћи неки смисао.

#### Сарадници
Коенови су до филма „Милерово раскршће” за сниматеља користили Берија Сонфелда све док овај није започео властиту режисерску каријеру с филмовима „Породица Адамс”, „Ухватите малога” и „Људи у црном”. Роџер Дикинс је био сниматељ за браћу Коен након Сонфелдовог одласка.
Сем Раими био је косценариста на филму „Велики скок”, који су режирали Коенови, а браћа су помогла на сценарију за филм „Талас криминала”, који је режирао Раими. Раими је на снимању филма „Једноставан план” користио савјете Коенових, који су у то вријеме завршили „Фарго”. Раими има појављивања у „Милеровом раскршћу” и „Велики скок”. Упознали су се кад је Џоел Коен добио посао једног од монтажера „Смрти зла”.
Вилијам Престон Робертсон је стари пријатељ Коенових који им је помогао с преснимавањима на „Крваво просто” и посудио глас радијског спикера. На шпици је потписан као „Рев. Вилијам Престон Робертсон”. Посуђивао је глас у многим њиховим филмовима, укључујући „Велики Лебовски”.
Браћа Коен има већи број глумаца-сталних сарадника, укључујући Џона Туртура, Мајкла Бадалука, Холи Хантер, Стива Бушемија, Франсис Макдорманд, Џона Гудмена, Џона Полита и Стифена Рута, од који су се сви појавили у бар три продукције Коенових. Планирају још два филма с Џорџом Клунијем, „Спалити након читања” и „Hail Ceasar”, а потоњи би требало да заокружи „идиотску трилогију” браће Коен која је почела филмовима „О, брате, гдје си?” и „Гангстерска петорка”.
Музику за све њихове филмове је компоновао Картер Бруел, иако је Т-Бон Барнет продуцирао већи дио традиционалне музике у „О, брате, гдје си?” и „Гангстерској петорци”.

## Награде

### Оскар
Џоел и Итан су били номиновани за Оскар осам пута, два пута под псеудонимом Родерик Џејнс. Ову награду добили су за сценарио, адаптирани за „Нема земље за старце” и оригинални за „Фарго”. Свог првог Оскара добили су за најбољу режију и најбољи филм („Нема земље за старце”).
1996: Фарго
| Награда | Категорија                  | Особа            | Награђен |
| ------- | --------------------------- | ---------------- | -------- |
| Оскар   | Најбољи филм                | Итан Коен        | Не       |
| Оскар   | Најбољи режисер             | Џоел Коен        | Не       |
| Оскар   | Најбољи оригинални сценарио | Џоел и Итан Коен | Да       |
| Оскар   | Најбоља монтажа             | Родерик Џејнс    | Не       |

2000: О, брате, гдје си?
| Награда | Категорија                  | Особа     | Награђен |
| ------- | --------------------------- | --------- | -------- |
| Оскар   | Најбољи адаптирани сценарио | Итан Коен | Не       |

2007: Нема земље за старце
| Награда | Категорија                  | Особа                                                | Награђен |
| ------- | --------------------------- | ---------------------------------------------------- | -------- |
| Оскар   | Најбољи режисер             | Џоел и Итан Коен                                     | Да       |
| Оскар   | Најбољи филм                | Скот Радин, Џоел и Итан Коен                         | Да       |
| Оскар   | Најбољи адаптирани сценарио | Џоел и Итан Коен                                     | Да       |
| Оскар   | Најбољи споредни глумац     | Хавијер Бардем                                       | Да       |
| Оскар   | Најбоља фотографија         | Роџер Дикинс                                         | Не       |
| Оскар   | Најбоља монтажа             | Родерик Џејнс                                        | Не       |
| Оскар   | Најбоља монтажа звука       |                                                      | Не       |
| Оскар   | Најбоље миксање звука       | Скип Ливсеј, Крејг Берки, Грег Орлоф и Питер Керланд | Не       |

## Филмографија
| Година | Филм                   | Име         | Број номинација за Оскара   | Број добијених Оскара       | Број номинација за Златни глобус | Број добијених Златних глобуса |
| ------ | ---------------------- | ----------- | --------------------------- | --------------------------- | -------------------------------- | ------------------------------ |
| 1984   | Крваво просто          | Џоел        | 0                           | 0                           | 0                                | 0                              |
| 1987   | Аризона јуниор         | Џоел        | 0                           | 0                           | 0                                | 0                              |
| 1990   | Милерово раскршће      | Џоел        | 0                           | 0                           | 0                                | 0                              |
| 1991   | Бартон Финк            | Џоел        | 3                           | 0                           | 1                                | 0                              |
| 1994   | Велики скок            | Џоел        | 0                           | 0                           | 0                                | 0                              |
| 1996   | Фарго                  | Џоел        | 7                           | 2                           | 4                                | 0                              |
| 1998   | Велики Лебовски        | Џоел        | 0                           | 0                           | 0                                | 0                              |
| 2000   | О, брате, гдје си?     | Џоел        | 2                           | 0                           | 2                                | 1                              |
| 2001   | Човек који није био ту | Џоел        | 1                           | 0                           | 3                                | 0                              |
| 2003   | Разведи ме, заведи ме  | Џоел        | 0                           | 0                           | 0                                | 0                              |
| 2004   | Гангстерска петорка    | Џоел и Итан | 0                           | 0                           | 0                                | 0                              |
| 2007   | Нема земље за старце   | Џоел и Итан | 8                           | 4                           | 4                                | 2                              |
| 2008   | Спалити након читања   | Џоел и Итан | 0                           | 0                           | 2                                | 0                              |
| 2009   | Озбиљан човјек         | Џоел и Итан | Овај филм још није приказан | Овај филм још није приказан | Овај филм још није приказан      | Овај филм још није приказан    |
| Укупно | Укупно                 | Укупно      | 21                          | 6                           | 16                               | 3                              |

## Друга дела
- Талас криминала (1985) — филм за који су сценарио писали браћа Коен, а режирао Сем Раими
- Врата Раја 1998) — збирка приповедака коју је написао Итан Коен
- Зли Деда Мраз (2003) — комедија у којој главну улогу тумачи Били Боб Торнтон, а браћа Коен су продуценти
- Париз, волим те (2006) — браћа су режирала сцену из филма под називом „Tuileries”
- Романса и цигарете (2006) — филм који су продуцирали браћа Коен, а сценарио и режију потписао Џон Туртуро
- Suburbicon (2009) — Џорџ Клуни ће режирати филм по сценарију браће Коен, који ће и бити продуценти